# جون بول الابن
جون بول الابن (بالإنجليزية: John Paul Jr.)‏ هو سائق سيارة سباق أمريكي، ولد في 19 فبراير 1960 في مونسي في الولايات المتحدة.

## روابط خارجية
- جون بول الابن على موقع Racing-Reference.info (الإنجليزية)
- جون بول الابن على موقع DriverDB.com (الإنجليزية)